# Peter Šulek
Peter Šulek (* 21. září 1988, Detva) je slovenský fotbalový záložník či obránce, od února 2017 hráč klubu Mezőkövesd-Zsóry SE. Na klubové úrovni prošel mimo Slovensko angažmá v České republice a Maďarsku. Je bývalým mládežnickým reprezentantem Slovenska.

## Klubová kariéra
Svou fotbalovou kariéru začal v mužstva TJ Kriváň, odkud v průběhu mládeže zamířil nejprve do Dukly Banská Bystrica. V týmu se v roce 2007 propracoval do prvního mužstva. Po hostování v klubu FO ŽP ŠPORT Podbrezová podepsal kontrakt s týmem MFK Dubnica. V létě 2011 zamířil do celku MŠK Žilina. Před jarní části sezóny 2012/13 odešel hostovat do mužstva tehdejšího nováčka nejvyšší soutěže, klubu TJ Spartak Myjava. Po konci ročníku se hostování změnilo v trvalý přestup a hráč podepsal dvouletou smlouvu s roční opcí. Zájem měl i český klub FC Vysočina Jihlava a jeden nespecifikovaný polský tým z Ekstraklasy, ale pouze formou hostování. 

V srpnu 2014 zamířil do českého celku FC Vysočina Jihlava, kde podepsal kontrakt do konce ročníku 2015/16 s následnou opcí. V klubu se setkal s Vladimírem Kukoľem, se kterým působil v Myjavě. V létě 2016 uplatnila Vysočina na hráče předkupní právo a prodloužila s ním smlouvu.
1. února 2017 podepsal smlouvu do 30. června 2019 s nováčkem maďarské nejvyšší ligy Nemzeti bajnokság I, týmem Mezőkövesd-Zsóry SE. Setkal se zde s krajany Dávidem Hudákem a Tomášem Tujvelem.

## Reprezentační kariéra
V roce 2010 odehrál jeden zápas za slovenskou reprezentaci do 21 let.